# ارنست دامتسوگ
ارنست دامتسوگ (انگلیسی: Ernst Damzog؛ ۱۸۸۲ – ۱۹۴۵) پلیس، ژنرال، از اعضای گشتاپو و جنایت‌کار جنگی اهل آلمان بود. وی در کشتار لهستانی‌ها و یهودیان در لهستان تحت اشغال آلمان نازی نقش داشت.

## حمله به لهستان
در سپتامبر ۱۹۳۹ و در جریان اشغال لهستان، وی با درجه سرهنگی در آینزاتس‌گروپن V در لهستان بزرگ خدمت می‌کرد. با پیروزی در نبرد گروجونتس به کشتار شهروندان لهستانی و یهودی دست زد و تمامی یهودیان شهر را قتل‌عام کرد. وی هم‌چنین در کشتار بیماران بیمارستان‌ها زیر نظر هربرت لانگه نقش داشت. پس از انضمام خاک غرب لهستان به آلمان، وی به عنوان بازرس پلیس برای زیپو و اس دی در شهر پوزنان مشغول به کار شد.
وی در زمان خدمت در پوزنان در تبعید لهستانی‌ها از لهستان بزرگ به دولت عمومی نقش داشت. وی شخصاً کارکنان اردوگاه مرگ خلمنو را انتخاب کرد و بر عملکرد روزانه این اردوگاه نظارت داشت.
وی تا سال ۱۹۴۵ در لهستان خدمت کرد و در سال ۱۹۴۴ به درجه اس‌اس-بریگادفورر و ژنرالی ارتقا یافت. در جریان حمله شوروی به آلمان بازگشت و در شهر هاله در جریان حمله متفقین به غرب آلمان کشته شد.